# Saison 19 de Julie Lescaut

Cet article présente le guide des épisodes de la saison 19 de la série télévisée  Julie Lescaut. Diffusée entre le 14 janvier et le 18 mars 2010 sur TF1, elle a réuni en moyenne 7 100 000 téléspectateurs[réf. nécessaire].

## Épisode 87:Rédemption
Dominique Tabuteau
- scénaristes: Emmanuelle Chamussy, Ivan Piettre